# Sphaeranthus africanus
Sphaeranthus africanus là một loài thực vật có hoa trong họ Cúc. Loài này được L. miêu tả khoa học đầu tiên năm 1763.